# 무라야마 지준
무라야마 지준(일본어: 村山 智順, 1891년 5월 9일 ~ 1968년)은 일본의 민속학자이다. 조선총독부의 촉탁 직원으로 근무하면서 일제강점기 한국의 민속과 관련된 많은 조사 자료를 남겼다.
1891년 니가타현 가리와군에서 출생하였다. 어린 시절에 어머니를 잃었으며, 일련종 승려이자 묘코지(妙廣寺)의 주지인 무라야마 지젠(村山智全)의 양자로 입적되어 그의 밑에서 성장했다. 1919년 동경제국대학 사회학과를 졸업하고, 조선총독부 촉탁으로 조선사회사정 조사를 담당하였다. 중추원 편집과와 조사과, 서무부 조사과, 총독관방의 총무과와 문서과에 직원으로 있으면서 경성 사립불교중앙학교, 공립상업학교, 세브란스의학전문학교, 경성법학전문학교 강사 등을 거쳤으며, 1941년 일본으로 귀국하였다.
일제강점기 한국의 민간 신앙에 대한 많은 양의 자료를 남겼으나, 조선총독부의 촉탁에 의한 것이었고, 조사에 경찰을 동원했으며, 한국에 대한 부정적인 관점과 서술이 있었고, 일본의 식민지 정책에 일조했다는 지적이 있다.

## 저서
주요 저서는 다음과 같다.
- 《朝鮮人の思想と性格》, 朝鮮總督府, 1927
- 《朝鮮の鬼神 : 民間信仰第一部》, 朝鮮總督府, 1929
- 《朝鮮の民間信仰》, 無聲會, 1931
- 《朝鮮の風水》, 朝鮮總督府, 1931
- 《朝鮮の巫覡 : 民間信仰 第3部》, 朝鮮總督府, 1932
- 《朝鮮の占卜と預言》, 朝鮮總督府, 1933
- 《朝鮮の類似宗敎》, 朝鮮總督府, 1935
- 《部落祭》, 朝鮮總督府, 1937
- 《釈奠·祈雨·安宅》, 朝鮮總督府, 1938
- 《朝鮮の郷土娯楽》, 朝鮮總督府, 1941